# Lispe quaerens
Lispe quaerens este o specie de muște din genul Lispe, familia Muscidae. A fost descrisă pentru prima dată de Villeneuve în anul 1936. Conform Catalogue of Life specia Lispe quaerens nu are subspecii cunoscute.